# Robert Post (album)
Robert Post è il primo album dell'omonimo cantante norvegese, pubblicato nel 2005.
Il lavoro ha avuto un buon successo nella nazione d'origine di Robert, dove ha raggiunto il 12º posto in hit parade.
Nella classifica italiana non è salito al di sopra del 77º posto, mentre è andato molto meglio il primo singolo estratto, Got None.
Altrove l'album non ha ottenuto un grande riscontro commerciale, ma ha comunque rilevato il talento di Robert.

## Tracce
1. There's One Thing
2. Got None
3. Silence Makes Him Sick
4. High Tide
5. More And More
6. Big Boat
7. Newborn
8. Everything Is Fine
9. Ocean And A Tear
10. Come Home
11. Far Away From This Town (bonus track)

## Singoli estratti
- Got None
- There's One Thing

## Classifiche
| Classifica  | Posizione |
| ----------- | --------- |
| Francia     | 67        |
| Italia      | 77        |
| Norvegia    | 12        |
| Regno Unito | 79        |